# Wahl auf St. Helena 2017

Wappen von St. Helena

Die Wahl auf St. Helena 2017 war die Wahl zur Einkammer-Legislative, dem Legislative Council (deutsch Legislativrat), auf der Insel St. Helena, einem gleichberechtigten Teil des Britischen Überseegebietes St. Helena, Ascension und Tristan da Cunha. Es wurden 12 Abgeordnete durch die Wahl ermittelt. Jedem Wahlberechtigten standen bis zu 12 Stimmen zu.
Die Wahl fanden am 26. Juli 2017 statt. 17 Personen hatten sich zur Wahl gestellt.

## Wahlergebnis
Das Wahlergebnis wurde am 27. Juli 2017 bekanntgegeben. Die Wahlbeteiligung lag bei 49 Prozent.
| Person                               | Stimmen | Gewählt               |
| ------------------------------------ | ------- | --------------------- |
| Clint Richard Beard                  | 513     | Ja                    |
| Cruyff Gerard Buckley                | 471     | Ja                    |
| Gavin George Ellick                  | 458     | Ja                    |
| Corinda Sebastiana Stuart Essex      | 742     | Ja                    |
| Anthony Arthur Green                 | 476     | Ja                    |
| Cyril Keith Gunnell                  | 383     | Nein                  |
| Lawson Arthur Henry                  | 568     | Ja                    |
| Kylie Marie Hercules                 | 460     | Ja                    |
| Brian William Isaac                  | 631     | Ja                    |
| Jeremy James Johns                   | 333     | Nein                  |
| Elizabeth Margaret Mary Johnson-Idan | 299     | Nein                  |
| Cyril Kenneth Leo                    | 561     | Ja                    |
| Christine Lilian Scipio-O’Dean       | 392     | Ja                    |
| Derek Franklin Thomas                | 668     | Ja                    |
| Pamela Ward Pearce                   | 198     | Nein                  |
| Marian Bernadette Yon                | 136     | Nein                  |
| Russell Keith Yon                    | 753     | Ja                    |
| Gesamt                               |         | Wahlbeteiligung: 49 % |